# Rhacochelifer pinicola
Rhacochelifer pinicola är en spindeldjursart som först beskrevs av Nonidez 1917.  Rhacochelifer pinicola ingår i släktet Rhacochelifer och familjen tvåögonklokrypare. Inga underarter finns listade i Catalogue of Life.